# Delphinium afghanicum
Delphinium afghanicum är en ranunkelväxtart som beskrevs av K. H. Rechinger. Delphinium afghanicum ingår i släktet storriddarsporrar, och familjen ranunkelväxter. Inga underarter finns listade i Catalogue of Life.